# Broken Strings

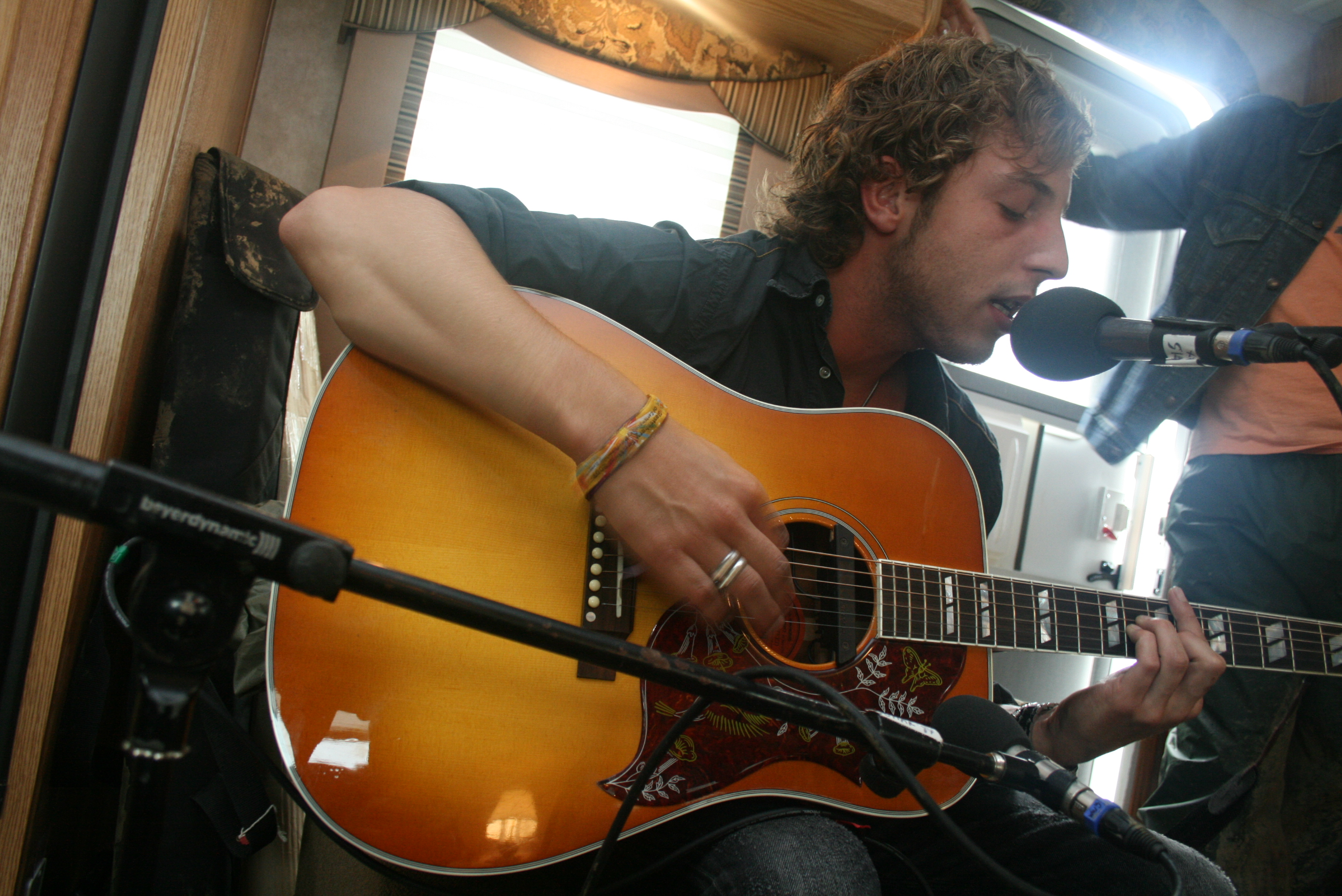
James Morrison beim Glastonbury Festival 2007

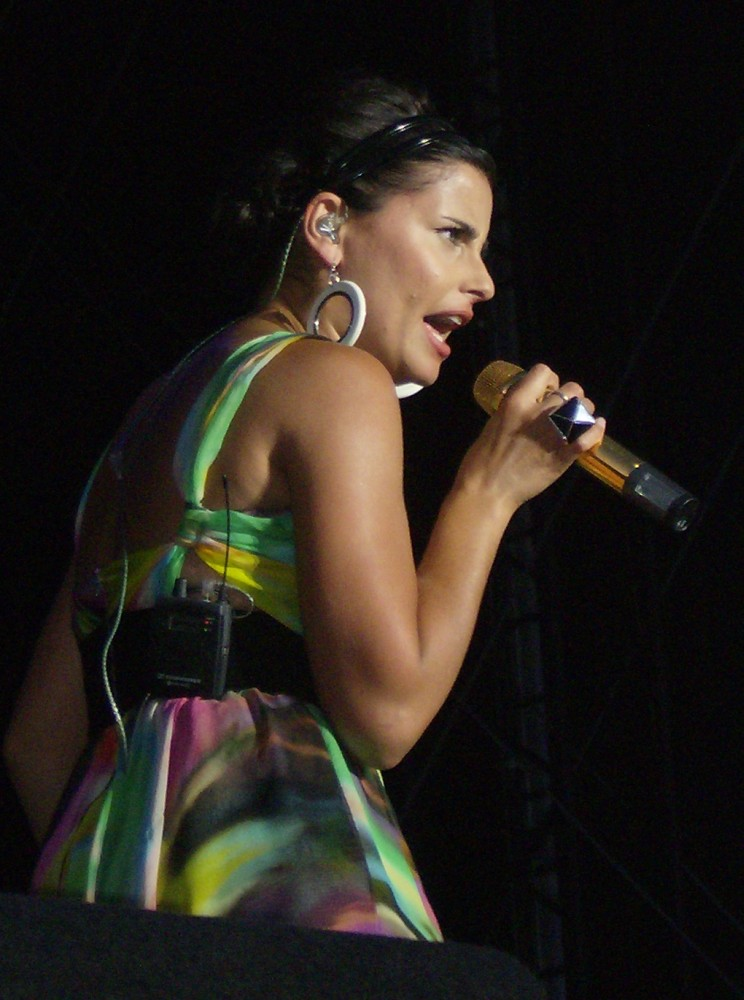
Nelly Furtado live (2008)

Broken Strings ist ein Duett des britischen Sänger und Songschreibers James Morrison und der portugiesisch-kanadischen Sängerin und Songschreiberin Nelly Furtado. Es wurde als zweite Single aus Morrisons zweitem Studioalbum Songs for You, Truths for Me ausgekoppelt und erreichte Anfang 2009 die Spitze der Charts in Deutschland und der Schweiz.

## Entstehung
Morrison schrieb den Song zusammen mit Fraser T. Smith und Nina Woodford. Zunächst war das Lied nicht als Duett geplant, wie Smith in einem Interview bestätigte:

„[…] when James, myself and Nina Woodford were writing the song, and Nina put a harmony in as backing vocal idea. The more we listened to it, the more we thought, »Hey, this could be an interesting duet.«“

„[…] als James, ich und Nina Woodford den Song schrieben und Nina eine Harmonie als eine Idee für die Backgroundstimme hinzufügte. Je öfter wir es hörten, desto öfter dachten wir, »Hey, dies könnte ein interessantes Duett sein.«“

Morrisons Label entschied sich für Furtado als Duettpartnerin, weil ihre und Woodfords Stimmen laut Smith ziemlich ähnlich seien, und kontaktierte sie. Furtado sagte zu.

## Liedtext
Der Liedtext beschreibt die Empfindungen einer Person, deren Paarbeziehung mit einem anderen Menschen gerade gescheitert ist. Die Worte “Broken Strings” (deutsch: „Zerrissene Saiten“) symbolisieren dabei die zerbrochene Liebe, wie aus dem Refrain deutlich wird:
You can’t play on broken strings

You can’t feel anything

That your heart don’t want to feel

I can’t tell you something that ain’t real
Auf zerrissenen Saiten kann man nicht spielen.

Man kann nichts fühlen,

was das Herz nicht fühlen will.

Ich kann dir nichts vormachen, was nicht wahr ist.

## Kommerzieller Erfolg

### Chartplatzierungen
Broken Strings wurde am 16. Januar 2009 in Deutschland veröffentlicht und erreichte in der ersten Woche den ersten Platz der Charts. Dort konnte sich das Duett fünf Wochen lang halten. Damit ist es Morrisons erster Nummer-eins-Hit in Deutschland sowie Furtados zweiter nach All Good Things (Come to an End). Darüber hinaus erreichte die Single für vier Wochen die Spitzenposition der deutschen Airplaycharts. Auch in der Schweiz wurde es zu einem Nummer-eins-Hit. In Österreich und Großbritannien erreichte das Duett Platz zwei.
| ChartsChartplatzierungen     | Höchstplatzierung | Wochen |
| ---------------------------- | ----------------- | ------ |
| Deutschland (GfK)            | 1 (30 Wo.)        | 30     |
| Österreich (Ö3)              | 2 (19 Wo.)        | 19     |
| Schweiz (IFPI)               | 1 (50 Wo.)        | 50     |
| Vereinigtes Königreich (OCC) | 2 (52 Wo.)        | 52     |

| ChartsJahrescharts (2008)    | Platzierung |
| ---------------------------- | ----------- |
| Vereinigtes Königreich (OCC) | 96          |

| ChartsJahrescharts (2009)    | Platzierung |
| ---------------------------- | ----------- |
| Deutschland (GfK)            | 12          |
| Österreich (Ö3)              | 34          |
| Schweiz (IFPI)               | 5           |
| Vereinigtes Königreich (OCC) | 19          |

### Auszeichnungen für Musikverkäufe
| Land/Region                  | Auszeichnungen für Musikverkäufe (Land/Region, Auszeichnung, Verkäufe) | Verkäufe  |
| ---------------------------- | ---------------------------------------------------------------------- | --------- |
| Brasilien (PMB)              | Gold                                                                   | 30.000    |
| Dänemark (IFPI)              | Platin                                                                 | 90.000    |
| Deutschland (BVMI)           | Platin                                                                 | 300.000   |
| Italien (FIMI)               | Gold                                                                   | 25.000    |
| Neuseeland (RMNZ)            | 2× Platin                                                              | 30.000    |
| Schweiz (IFPI)               | Gold                                                                   | 15.000    |
| Spanien (Promusicae)         | Gold                                                                   | 20.000    |
| Vereinigtes Königreich (BPI) | 3× Platin                                                              | 1.800.000 |
| Insgesamt                    | 4× Gold · 7× Platin ·                                                  | 2.310.000 |

Hauptartikel: Nelly Furtado/Auszeichnungen für Musikverkäufe